# Eleições municipais de Corumbá em 2016
As eleições municipais da cidade brasileira de Corumbá em 2016 ocorreram em 2 de outubro para eleger um prefeito, um vice-prefeito e 15 vereadores para a administração da cidade. O prefeito titular era Paulo Duarte, do Partido Democrático Trabalhista (PDT), que concorreu à reeleição.
As movimentações pré-campanha ocorreram num contexto de crise política envolvendo um pedido de impeachment do segundo mandato da presidente Dilma Rousseff, do PT.
As convenções partidárias para a escolha dos candidatos ocorreram entre 20 de julho e 5 de agosto. A propaganda eleitoral gratuita em Corumbá começou a ser exibida em 26 de agosto e terminará em 29 de setembro.
Além de Paulo Duarte (PDT), que tentava a reeleição, disputaram a cadeira de prefeito Ruiter Cunha (PSDB) e Elano Almeida (PPS). Como resultado, Ruiter derrotou Duarte e garantiu um novo mandato.

## Candidatos
| Nº | Candidato            | Partido | Vice-candidato      | Coligação |
| -- | -------------------- | ------- | ------------------- | --- |
| 23 | Elano Almeida        | PPS     | Salim Bonacul (PPS) | Partido não coligado Partido Popular Socialista (PPS) |
| 12 | Paulo Roberto Duarte | PDT     | Márcia Rolon (PR)   | Por Amor a Corumbá Partido Democrático Trabalhista (PDT) Partido da República (PR) Partido dos Trabalhadores (PT) Partido do Movimento Democrático Brasileiro (PMDB) Partido Progressista (PP) Partido Social Democrático (PSD) Partido Republicano Brasileiro (PRB) Partido Republicano da Ordem Social (PROS) Partido Verde (PV) Partido Comunista do Brasil (PCdoB) Partido Socialismo e Liberdade (PSOL) Partido Humanista da Solidariedade (PHS) Partido Ecológico Nacional (PEN) Partido da Mobilização Nacional (PMN) Partido Trabalhista Nacional (PTN) Partido Renovador Trabalhista Brasileiro (PRTB) Partido Social Liberal (PSL) Partido Trabalhista do Brasil (PTdoB) |
| 45 | Ruiter Cunha         | PSDB    | Marcelo Iunes (PTB) | Juntos por Corumbá Partido da Social Democracia Brasileira (PSDB) Partido Trabalhista Brasileiro (PTB) Solidariedade (SD) Partido Social Cristão (PSC) Rede Sustentabilidade (REDE) Partido Republicano Progressista (PRP) Partido Socialista Brasileiro (PSB) Partido da Mulher Brasileira (PMB) Democratas (DEM) |

## Pesquisas
| Data                | 17/08/2016 | 19/08/2016 | 14/09/2016 | 01/10/2016 | 01/10/2016          |
| Instituto           | Ipems      | IPR        | Ipems      | Ibrape     | Instituto Resultado |
| Fonte               | [ 5 ]      | [ 6 ]      | [ 7 ]      | [ 8 ]      | [ 9 ]               |
| ------------------- | ---------- | ---------- | ---------- | ---------- | ------------------- |
| Paulo Duarte (PDT)  | 32,64%     | 32,94%     | 42,79%     | 40,4%      | 42,35%              |
| Ruiter Cunha (PSDB) | 33,62%     | 31,17%     | 35,6%      | 42,4%      | 33,82%              |
| Elano Almeida (PPS) | 16,31%     | 15,88%     | 9,99%      | 7%         | 12,64%              |
| Brancos ou Nulos    | –          | 7,05%      | –          | –          | 4,11%               |
| Indecisos           | –          | 12,94%     | 11,62%     | 10,2%      | 7,05%               |

## Debates televisionados
A TV Morena promoveu no dia 29 de setembro o único debate entre os candidatos.
| Data       | Organizador(es) | Mediador(a)     | Paulo Duarte (PDT) | Ruiter Cunha (PSDB) | Elano Almeida (PPS) |
| ---------- | --------------- | --------------- | ------------------ | ------------------- | ------------------- |
| 29/09/2016 | TV Morena       | Raphaela Potter | Presente           | Presente            | Presente            |

## Resultados

### Prefeito
Resultado das eleições para prefeito de Corumbá. 100,00% apurado.
| Partido   | Partido | Candidato    | Votos  | Votos (%) |
| --------- | ------- | ------------ | ------ | --------- |
|           | PSDB    | Ruiter Cunha | 23 566 | 46,41%    |
|           | PDT     | Paulo Duarte | 21 027 | 41,41%    |
|           | PPS     | Elano        | 6 185  | 12,18%    |
| Totais    | Totais  | Totais       | 50 778 |           |
| Fonte: G1 |         |              |        |           |

### Vereadores
Os eleitos foram remanejados pelo coeficiente eleitoral destinado a cada coligação. Abaixo a lista com o número de vagas e os candidatos eleitos. O ícone  indica os que foram reeleitos.
| Candidato(a)       | Partido | Coligação          | Votação |                    |      |
| ------------------ | ------- | ------------------ | ------- | ------------------ | ---- |
| Candidato(a)       | Partido | Dr. Gabriel        | PMDB    | Por Amor a Corumbá | 2063 |
| Baianinho          | PSDB    | Juntos por Corumbá | 1524    |                    |      |
| Dr. Domingos       | PV      | Por Amor a Corumbá | 1510    |                    |      |
| Yussef             | PDT     | Por Amor a Corumbá | 1320    |                    |      |
| Roberto Façanha    | PMDB    | Por Amor a Corumbá | 1245    |                    |      |
| Gaúcho da Pró-Art  | PP      | Por Amor a Corumbá | 1140    |                    |      |
| Manoel Rodrigues   | PRB     | Por Amor a Corumbá | 1068    |                    |      |
| Tadeu Vieira       | PDT     | Por Amor a Corumbá | 1043    |                    |      |
| Luciano Costa      | PT      | Por Amor a Corumbá | 1025    |                    |      |
| Chicão Vianna      | SD      | Juntos por Corumbá | 1023    |                    |      |
| Evander Vendramini | PP      | Por Amor a Corumbá | 1013    |                    |      |
| Rufo Vinagre       | PR      | Por Amor a Corumbá | 933     |                    |      |
| Bira               | PSDB    | Juntos por Corumbá | 841     |                    |      |
| André da Farmácia  | PTB     | Juntos por Corumbá | 826     |                    |      |
| Mohamad            | PSB     | Juntos por Corumbá | 649     |                    |      |